# غويلاومي هوبير
غويلاومي هوبير (11 يناير 1994 بشارلوروا في بلجيكا - ) هو لاعب كرة قدم بلجيكي في مركز حراسة المرمى. لعب مع ستاندارد لييج.

## وصلات خارجية
- غويلاومي هوبير على موقع الاتحاد البلجيكي (الإنجليزية)
- غويلاومي هوبير على موقع قاعدة بيانات كرة القدم.إي يو (الإنجليزية)
- غويلاومي هوبير على موقع Soccerway.com (الإنجليزية)
- غويلاومي هوبير على موقع عالم كرة القدم.نت (الإنجليزية)
- غويلاومي هوبير على موقع AS.com (الإسبانية)